# Cucut koel del Pacífic
El cucut koel del Pacífic (Urodynamis taitensis) és una espècie d'ocell de la família dels cucúlids (Cuculidae) i única espècie del gènere Urodynamis, si bé se l'ha considerat al gènere Eudynamys. Habita les zones boscoses de Nova Zelanda i les illes Chatham.